# Liste der britischen Gesandten in der Toskana
Dies ist eine Liste der englischen und (ab 1707) britischen Gesandten und bevollmächtigten Minister im Großherzogtum Toskana (bis 1859).

## Geschichte
Die Bedeutung des Gesandtschaftsposten am großherzoglich-toskanischen Hof in Florenz lag überwiegend im kulturellen Bereich. und der toskanische Hof hatte bis zuletzt nur wenig von seiner kulturellen Anziehungskraft verloren. In dieser Hinsicht besonders nennenswert unter den Amtsträgern ist Sir Horace Mann, der sich den kulturellen Austausch in vielerlei Hinsicht zur Aufgabe machte. Er war gern Gastgeber für durchreisende Engländer und gab gesellschaftliche und kulturelle Empfänge für die illustre Florentiner Gesellschaft. Horace Mann wurde 1738 akkreditiert, und seine Amtszeit fällt insofern zusammen mit dem Dynastie-Wechsel vom Haus Medici zum Haus Habsburg-Lothringen; er blieb über vierzig Jahre im Amt. In dieser Zeit ließ sich auch der englische Kunstmäzen George Nassau dritter Earl Cowper in Florenz nieder.
Später folgten britische Dichter und Schriftsteller wie Walter Savage Landor, oder das Ehepaar Elizabeth und Robert Browning, die in Florenz einen literarischen Salon unterhielten. Unter dem Gesandten Lord Holland, wurde 1845 die Villa Medici im Florentiner Vorort Careggi als Gesandtschaftsresidenz angemietet. Mit der Einigung Italiens wurde die Gesandtschaft 1859 aufgehoben und Florenz später Sitz eines Generalkonsulats.

## Missionschefs

### Englische Gesandte
- 1659–1664: Joseph Kent
- 1665–1671: Sir John Finch
- 1678–1678: Thomas Plott
- 1681–1689: Sir Thomas Dereham
- 1689–1705: Sir Lambert Blackwell

### Britische Gesandte
1707: Aufnahme diplomatischer Beziehungen
| Ernennung/ Akkreditierung | Abberufung | Name                                        | Anmerkungen                                                                                                  | ernannt von | akkreditiert bei |
| ------------------------- | ---------- | ------------------------------------------- | --- | ----------- | ---------------- |
| 1707                      | 1711       | Sir Henry Newton                            | (* 1650; † 1715)                                                                                             | Anne        | Cosimo III.      |
| 1710                      | 1714       | Hon. John Molesworth                        | (* 1679; † 1726) 1720 bis 1725 Gesandter in Sardinien-Piemont                                                | Anne        | Cosimo III.      |
| 1714                      | 1722       | Henry Davenant                              | | Georg I.    | Cosimo III.      |
| 1722                      | 1724       | Hon. John Molesworth (II. Amtszeit)         | | Georg I.    | Cosimo III.      |
| 1724                      | 1733       | Francis Colman                              | (* 1691; † 1733)                                                                                             | Georg I.    | Gian Gastone     |
| 1733                      | 1734       | Brinley Skinner                             | (* 1696; † 1764) Chargé d'affaires                                                                           | Georg II.   | Gian Gastone     |
| 1734                      | 1739       | Charles Fane, 2. Viscount Fane              | (* 1708; † 1766)                                                                                             | Georg II.   | Gian Gastone     |
| 1740                      | 1786       | Sir Horace Mann, 1. Baronet                 | (* 1706; † 1786)                                                                                             | Georg II.   | Franz II.        |
| 1786                      | 1787       | Sir Horace Mann, 2. Baronet                 | (* 1744; † 1814)                                                                                             | Georg III.  | Leopold I.       |
| 1787                      | 1787       | John Udney                                  | (* 1755; † 1802) Chargé d'affaires                                                                           | Georg III.  | Leopold I.       |
| 1787                      | 1794       | John Hervey, Lord Hervey                    | (* 1757; † 1796)                                                                                             | Georg III.  | Leopold I.       |
| 1794                      | 1814       | William Wyndham                             | (* 1763; † 1828)                                                                                             | Georg III.  | Ferdinand III.   |
| 1814                      | 1830       | John Fane, Lord Burghersh                   | (* 1784; † 1859) 1841 bis 1851 Gesandter in Preußen, 1851 bis 1855 Botschafter in Österreich                 | Georg III.  | Ferdinand III.   |
| 1830                      | 1835       | Sir George Seymour                          | (* 1797; † 1880) 1851 bis 1854 Botschafter in Russland, 1855 bis 1858 in Österreich                          | Georg IV.   | Leopold II.      |
| 1835                      | 1838       | Ralph Abercromby                            | (* 1803; † 1868) 1839 bis 1840 Gesandter beim Deutschen Bund in Frankfurt am Main                            | Wilhelm IV. | Leopold II.      |
| 1838                      | 1846       | Henry Fox, 4. Baron Holland                 | (* 1802; † 1859)                                                                                             | Victoria    | Leopold II.      |
| 1846                      | 1850       | Sir George Baillie Hamilton                 | (* 1799; † 1850)                                                                                             | Victoria    | Leopold II.      |
| 1850                      | 1851       | Richard Lalor Sheil                         | (* 1791; † 1851)                                                                                             | Victoria    | Leopold II.      |
| 1851                      | 1852       | Sir James Hudson                            | (* 1810; † 1885)                                                                                             | Victoria    | Leopold II.      |
| 1852                      | 1854       | Sir Henry Bulwer                            | (* 1801; † 1872) 1844 bis 1848 Gesandter in Spanien, 1849 bis 1852 in den Vereinigten Staaten                | Victoria    | Leopold II.      |
| 1854                      | 1858       | Constantine Phipps, 1. Marquess of Normanby | (* 1797; † 1863) 1846 bis 1852 Botschafter in Frankreich                                                     | Victoria    | Leopold II.      |
| 1858                      | 1858       | Hon. Richard Lyons                          | (* 1817; † 1887) 1858 bis 1865 Gesandter in den Vereinigten Staaten, 1867 bis 1887 Botschafter in Frankreich | Victoria    | Leopold II.      |
| 1858                      | 1859       | Peter Campbell Scarlett                     | (* 1804; † 1881) 1855 bis 1858 Gesandter in Brasilien, 1862 bis 1864 in Griechenland                         | Victoria    | Leopold II.      |

1859: Auflösung der Gesandtschaft